# Thomas Mann (Schauspieler)

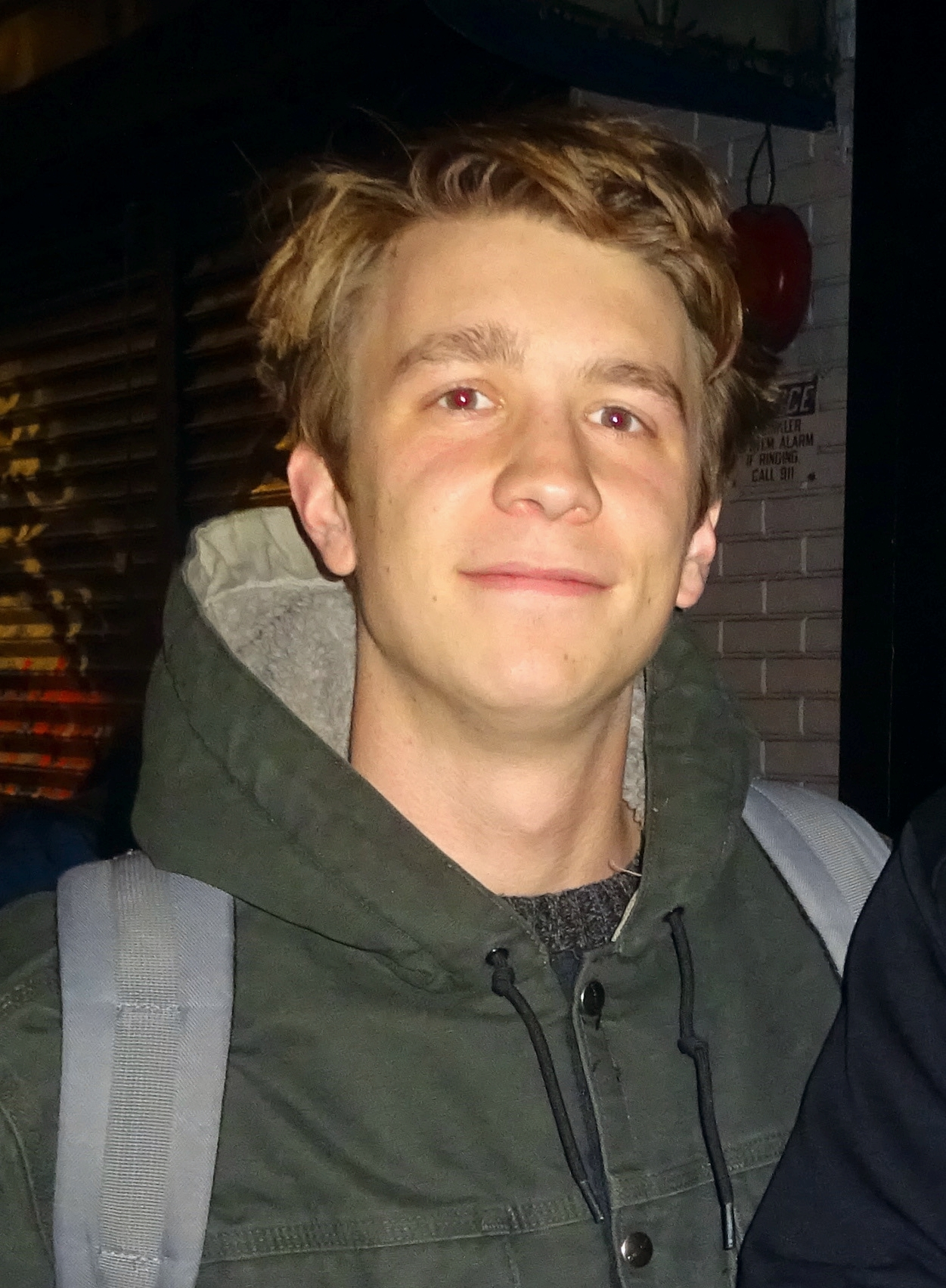
Thomas Mann (2016)

Thomas Randall Mann Jr. (* 27. September 1991 in Portland, Oregon) ist ein US-amerikanischer Schauspieler, der vor allem durch seine Hauptrolle als Thomas in Project X bekannt ist.

## Leben und Karriere
Thomas Mann wurde in Portland, Oregon, geboren und wuchs, seit er zwei Jahre alt war, in Dallas, Texas, auf. Sein Debüt als Schauspieler hatte Mann 2009 in der Teen-Sitcom iCarly, in der er die Rolle des Jeffery übernahm. Daraufhin war er in einer Nebenrolle in der Fernsehserie The Middle zu sehen. Kurz nachdem Mann nach Los Angeles gezogen war, erhielt er in dem Film It’s Kind of a Funny Story eine Nebenrolle als Aaron, dem Schulfreund der Hauptperson. In dem 2010 veröffentlichten Film, der in New York gedreht wurde, ist Mann neben Schauspielern wie Emma Roberts und Zach Galifianakis zu sehen. 2010 wurde er ebenfalls für den Film Project X gecastet, der 2012 anlief und für Mann den schauspielerischen Durchbruch bedeutete. In dem Film im Found-Footage-Stil stellt Mann Thomas Kub dar, der, um cool zu sein, mit seinen Freunden eine Party veranstaltet, die bald eine Eigendynamik entwickelt und völlig außer Kontrolle gerät. 2012 war er neben Victoria Justice in Fun Size, dem Regiedebüt von Josh Schwartz, zu sehen, außerdem übernahm er Rollen in den Filmen Hänsel und Gretel: Hexenjäger und Beautiful Creatures, die 2013 in die Kinos kamen.

## Filmografie
- 2009: iCarly (Fernsehserie, Folge 2x11)
- 2009: The Middle (Fernsehserie, Folge 1x03 Der Hochzeitstag)
- 2010: It’s Kind of a Funny Story
- 2012: Project X
- 2012: Fun Size – Süßes oder Saures (Fun Size)
- 2013: Hänsel und Gretel: Hexenjäger (Hansel and Gretel: Witch Hunters)
- 2013: Beautiful Creatures – Eine unsterbliche Liebe (Beautiful Creatures)
- 2013: As Cool as I Am
- 2014: Willkommen bei Alice (Welcome to Me)
- 2015: Ich und Earl und das Mädchen (Me & Earl & the Dying Girl)
- 2015: The Stanford Prison Experiment
- 2015: The Heyday of the Insensitive Bastards
- 2015: Secret Agency – Barely Lethal (Barely Lethal)
- 2015: Emily & Tim
- 2015: Das Privatschüler-Kartell (The Preppie Connection)
- 2015: Memoria
- 2015: Smoke (Kurzfilm)
- 2016: Blood Father
- 2016: Some Freaks
- 2016: Feuer im Kopf (Brain on Fire)
- 2017: Kong: Skull Island
- 2017: Fargo (Fernsehserie, Folge 3x03 Der Satz vom Widerspruch)
- 2017: Amityville: The Awakening (Amityville)
- 2018: Maine
- 2018: Drunk History (Fernsehserie, Folge 5x08)
- 2018: Our House
- 2018: Land der Gewohnheit (The Land of Steady Habits)
- 2019: Them That Follow
- 2019: The Highwaymen
- 2019: Susi und Strolch (Lady and the Tramp)
- 2021: Halloween Kills
- 2021: Marcel the Shell with Shoes On
- 2022: About fate (Nenn es Schicksal)
- 2023: Parachute
- 2023: Eine Frage der Chemie (Lessons in Chemistry, Fernsehserie)
- 2025: Sovereign